# Nukualofa
Nukualofa (en tongano: Nukuʻalofa) es la capital y ciudad más poblada del Reino de Tonga, además de ser su centro político, económico y cultural. Está situada en la costa norte de la isla de Tongatapu, en el grupo de islas del mismo nombre. Según el censo de 2005, su población estimada era de 24 500 habitantes, cerca de un cuarto de la población del país.

## Historia

### Orígenes mitológicos
En el mito tongano del origen de Nukualofa, se dice que el significado de Nukuaalofa es: nuku significa morada, y alofa significa amor.
Se dice que el nombre se originó cuando Moungatonga, el sexto Tui Haatakalaua (rey que gobierna la actividad diaria de Tonga en nombre del Tui Tonga o Sagrado Rey de Tonga) envió a su hijo menor, Ngata (que después sería el primer Tui Kanokupolu) como gobernador a Hihifo (zona occidental de Tongatapu). Fue una decisión difícil para Ngata ya que Tu'i Tonga y Tu'i Ha'atakalaua habían sido incapaces de controlar Hihifo. Ngata tenía muchas razones para temer por su vida ya que sus predecesores habían sido asesinados por los jefes y personas de Hihifo.
Cuando Ngata dejó Mua, la antigua capital y residencia del Tui Tonga y Tui Ha'atakalaua, fue escoltado por Nuku (un tío) y Niukapu (un primo mayor), principalmente familiares de su padre. Navegaron en sus canoas con todos sus seguidores desde Mua y debatieron abandonar Tonga y navegar directamente a Samoa, la patria de la madre de Ngata. Se decidió no abandonar Tonga, pero llevar de sus canoas hasta el área pantanosa a medio camino entre Mua y Hihifo con el fin de planificar y prepararse para su desembarco en Hihifo.
Ngata, Nuku y Niukapu decidieron envolver sus cuerpos combinados bajo una gran alfombra y llegaron a Hihifo, dando la impresión de un gran hombre con tres cabezas. Este es el origen de la Ulutolu y del Haa Tui Kanokupolu, tercer rey de Tonga por linaje. Llamaron a la zona pantanosa como Nuku (morada) Alofa (amor) o "la morada del amor", por lo tanto Nukualofa.

### Primeros registros occidentales de Nukualofa
El 10 de junio de 1777, el capitán británico James Cook escribió de su llegada a su lugar de anclaje. Su descripción del lugar confirmó, con su mapa, que se trataba de la bahía de Nukualofa.
Cook nunca usó el nombre Nukualofa o cualquier otra ortografía para los informes de este viaje, pero se refirió a la isla de Pangaimodoo (Pangaimotu) que estaba al este de su posición de anclaje. El capitán Cook también escribió que él viajó en canoas para visitar Mooa (Mua) donde vivían Paulaho y otros grandes hombres. La casa de Paulaho estaba en la playa de un tercio de milla de distancia de la nave. La referencia a su mapa muestra que debe haber aterrizado y alojado en la zona Siesia, la parte oriental de la actual Nukualofa. Cook también elaboró el primer mapa de la bahía de Nukualofa.

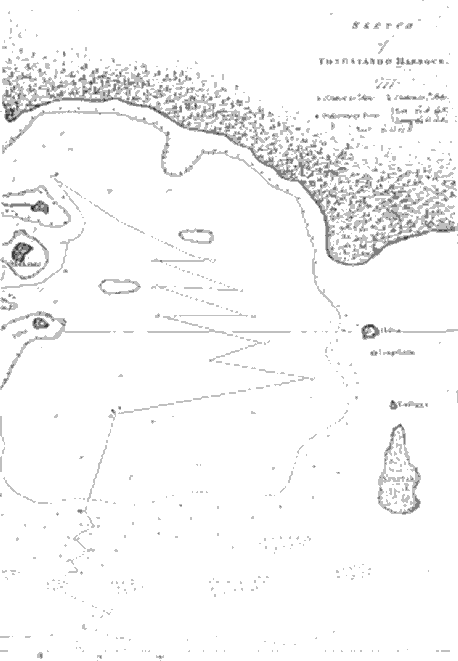
Primer mapa de la bahía Tongataboo, dibujado por James Cook en 1777.

El primer registro escrito de Nukualofa está en el primer libro dedicado a Tonga por George Vason que fue publicado en 1810. George Vason era un misionero inglés de la Sociedad Misionera de Londres, que llegó a Tonga en 1797.
En la primera mención de Nukualofa la zona fue escrita como Noogoollefa. Pangaimotu fue escrito como Bongy-Moddoo por George Vason ya que la escritura y el alfabeto de Tonga se desarrollaron en 1826-1827.
El segundo libro más antiguo dedicado a Tonga fue de William Mariner, hijo adoptivo de Finau Ulukalala, que fue publicado en 1817. Mariner describió sus experiencias durante los años en que fue el hijo adoptivo de Ulukalala (1806-1810). Él describió la guerra civil y el asedio de la fortaleza de Nukualofa, que cayó ante Ulukalala y sus guerreros.
El tercer intento de los misioneros cristianos se registró en abril de 1826, cuando dos Misioneros Tahitianos de Londres fueron detenidas por Tupou, el jefe de Nukualofa.
En marzo de 1826, los cuatro hombres salieron de Tahití a bordo del Minerva con destino Fiyi. Pero en Nukualofa, Tonga, sus planes se vieron interrumpidos por el alto jefe Tupou (Aleamotu'a). Desde la perspectiva de Davies los tahitianos fueron detenidos en Tongatapu.
La llegada de los misioneros metodistas a Nukualofa en 1827 reforzó la fe cristiana. La persecución sufrida por los cristianos en Hihifo y Hahake obligó a muchas personas a buscar refugiados en Nukualofa. Gracias a la promoción de Tupou, el rey de Nukualofa, este fue el comienzo de la expansión de Nukualofa a convertirse en el mayor centro del cristianismo en Tonga.
La fase final de la llegada del cristianismo en Tonga fue la llegada del Padre Chevron o Patele Sevelo, en 1842. Él escribió que llegó a Nukualofa en 1842 y se reunió con el Tu'i Kanokupolu Aleamotu'a que fue bautizado como Sosaia.
En conclusión, estas llegadas convirtieron a Nukualofa de un pequeño pueblo y fortaleza a ser el centro de Tonga durante la llegada del cristianismo.
Desde el registro más antiguo de Nukualofa, los primeros escritores siempre se referían a la localidad como Noogollefa (1797), Nioocalofa (1806), Nukualofa (1826 por los Metodistas) y Noukou-Alofa (1842 por los padres católicos franceses). No había ninguna otra mención de cualquier otro nombre de la población, sino sólo del asentamiento o fuerte de Nukualofa.

### Capital del Reino de Tonga (1875)
La Declaración de la Constitución de Tonga en 1875 formalizó a Nukualofa como la capital de Tonga. El Rey Jorge Taufa'ahau Tupou I emitió la Constitución de Tonga el 4 de noviembre de 1875, en Nukualofa. La Constitución también dice (artículo 38) que el Parlamento se reunirá en Nukualofa, excepto en tiempos de guerra.
Desde que Nukualofa ha ido en aumento al convertirse en el centro de la cristiandad en Tonga en el siglo XIX, se convirtió en esencial que se reorganizara para la administración efectiva de la capital. La reorganización de Nukualofa dividió a la ciudad en tres grandes áreas distritales:
- Kolomotu'a (Kolo significa "pueblo" o "acuerdo", motu'a que significa "viejo"), que abarca el asentamiento original de la ciudad en la antigua fortaleza de Nukualofa, incluyendo el área de Tavatu'utolu (Longolongo), Sopu 'o Vave (ahora Sopu 'o Taufa'ahau), Tongata'eapa, Tufuenga, Kapeta y toda la zona oeste de donde estaba el asentamiento tradicional del Tu'i Kanokupolu.
- Kolofo'ou (fo'ou que significa "nuevo"). Esta zona comenzó a partir de la Ruta Vaha'akolo y toda la parte oriental de Ma'ufanga que incluyen el palacio del rey George Taufa'ahau Tupou I y la sede del Gobierno, así como el nuevo asentamiento de Fasi moe Afi 'a Tungi, Malie Taha. Ngele'ia fue un antiguo asentamiento durante la guerra civil y Taufa'ahau y sus guerreros destruyeron este poblado.
- Ma'ufanga, en el lado oriental de Nukualofa. Ma'ufanga era un antiguo pueblo del Ha'a Takalaua, que es la finca del Jefe Fakafanua. George Vason mencionó que Ma'ufanga era una zona de refugiados durante la guerra civil, donde la gente podía albergarse en tiempos de penuria. Ma'ufanga es el área frente a Pangaimotu, donde James Cook ancló, y donde Paulaho le construyó una casa en la playa, a unos 500 metros de la nave.

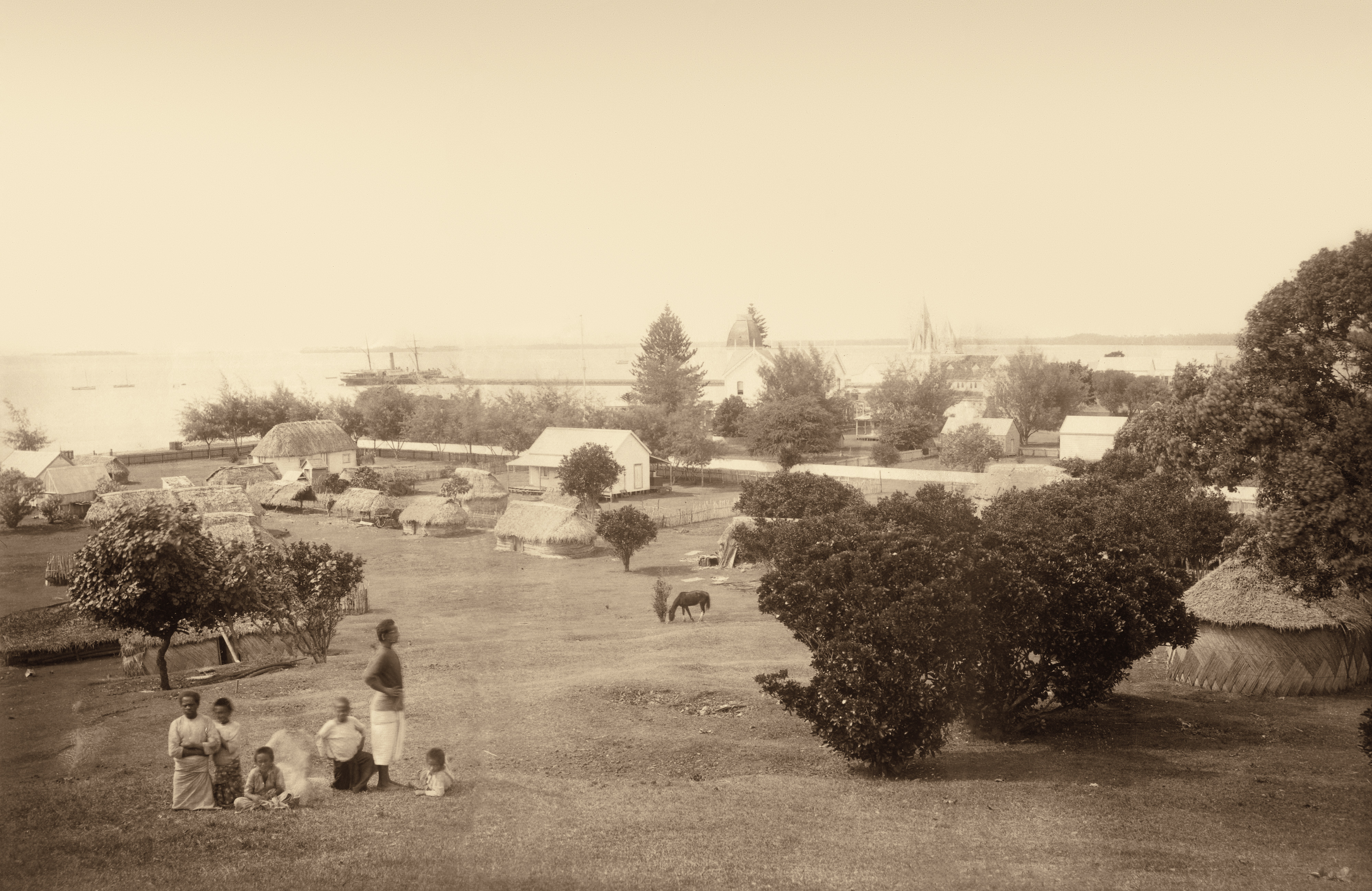
Nukualofa en 1887.

En 1845, Jorge Taufa'ahau Tupou I declaró a Nukualofa capital de Tonga, aunque él siguió viviendo en Lifuka entre 1847 y 1851. La ciudad era inicialmente una pequeña aldea que crecía lentamente. El área al este de la ciudad, Fasi mo e afi, no fue dividida y asignada hasta 1923. Por el tiempo de la Segunda Guerra Mundial, Fasi mo e afi se unió a Ma'ufanga, el estado de los jefes Fakafānua, que se encontraba al este de Fasi mo e afi. Fue allí donde los Estados Unidos construyeron un embarcadero, aún conocido con el nombre de Fā-ua, que significa 42, en referencia al año de construcción. Alcanzó Sopu 'o Tāufa'āhau hacia el oeste, que estaba considerado lo suficientemente alejado de la población para que la reina Sālote se exiliara allí cuando toda la población de Nukualofa tuvo que ser evacuada por miedo a posibles ataques durante la guerra.

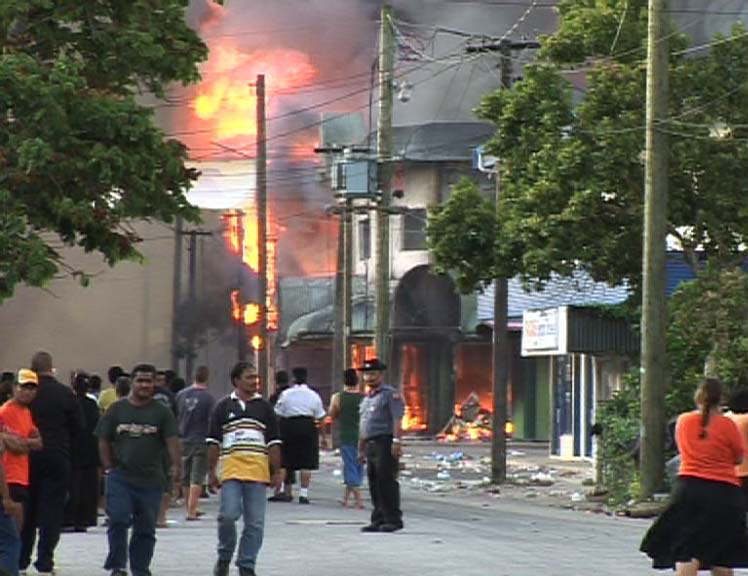
Centro de la ciudad durante los disturbios de 2006.

### Historia reciente
Tras la década de 1960, la ciudad experimentó un rápido crecimiento, en parte por la absorción de otras aldeas y poblaciones cercanas como Tofoa. En 2006 muchos de los edificios del barrio comercial de la ciudad fueron destruidos durante los disturbios que se produjeron en la capital, exigiendo la aprobación de reformas democráticas. Unas seis personas murieron durante las revueltas y tres cuartas partes del distrito financiero de la ciudad fue destruido, en su mayoría, comercios de inmigrante chinos.

## Clima

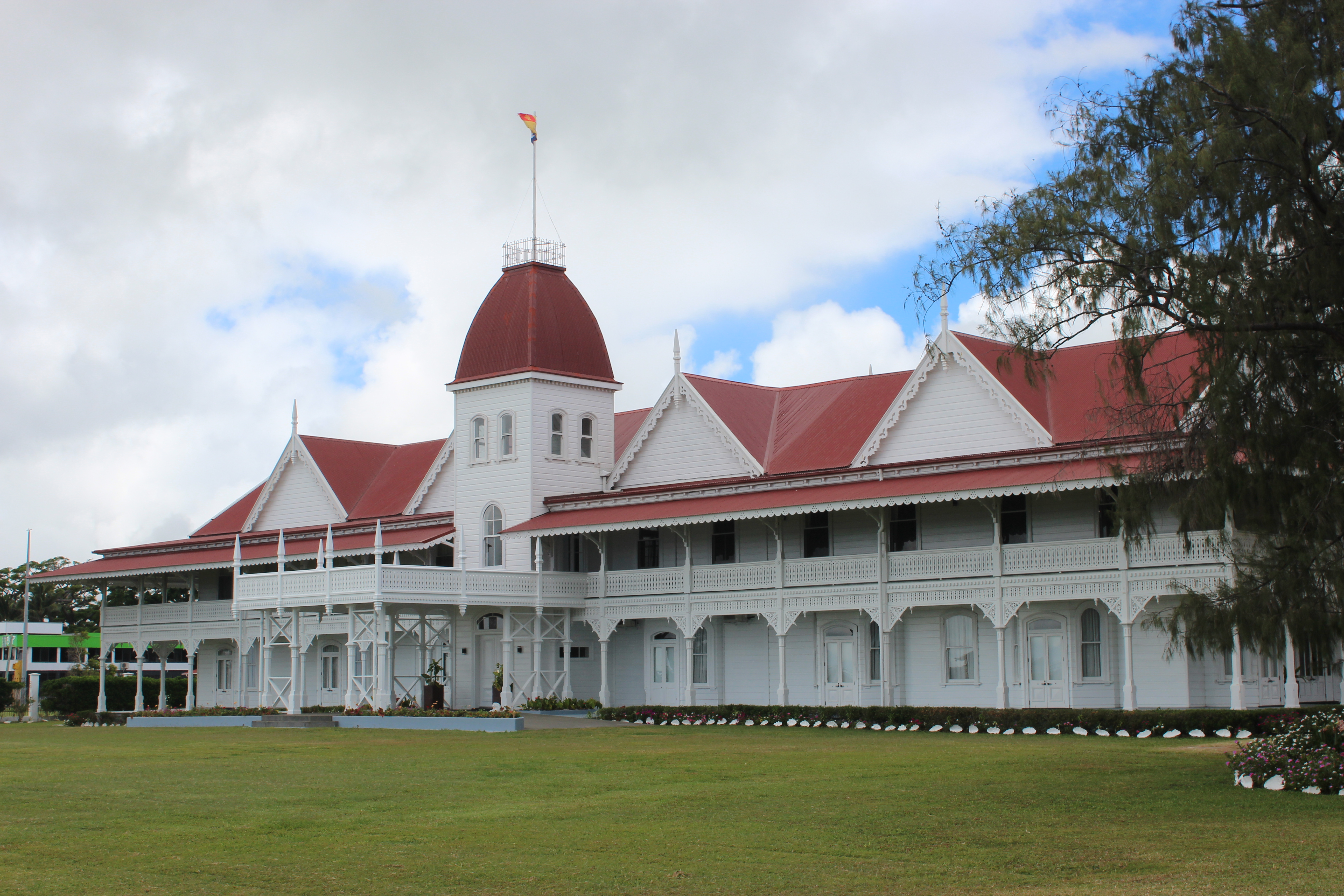
Palacio Real de Tonga

| Parámetros climáticos promedio de Nukualofa | Parámetros climáticos promedio de Nukualofa | Parámetros climáticos promedio de Nukualofa | Parámetros climáticos promedio de Nukualofa | Parámetros climáticos promedio de Nukualofa | Parámetros climáticos promedio de Nukualofa | Parámetros climáticos promedio de Nukualofa | Parámetros climáticos promedio de Nukualofa | Parámetros climáticos promedio de Nukualofa | Parámetros climáticos promedio de Nukualofa | Parámetros climáticos promedio de Nukualofa | Parámetros climáticos promedio de Nukualofa | Parámetros climáticos promedio de Nukualofa | Parámetros climáticos promedio de Nukualofa |
| Mes                                         | Ene.                                        | Feb.                                        | Mar.                                        | Abr.                                        | May.                                        | Jun.                                        | Jul.                                        | Ago.                                        | Sep.                                        | Oct.                                        | Nov.                                        | Dic.                                        | Anual                                       |
| ------------------------------------------- | ------------------------------------------- | ------------------------------------------- | ------------------------------------------- | ------------------------------------------- | ------------------------------------------- | ------------------------------------------- | ------------------------------------------- | ------------------------------------------- | ------------------------------------------- | ------------------------------------------- | ------------------------------------------- | ------------------------------------------- | ------------------------------------------- |
| Temp. máx. abs. (°C)                        | 32                                          | 32                                          | 31                                          | 30                                          | 30                                          | 28                                          | 28                                          | 28                                          | 28                                          | 29                                          | 30                                          | 31                                          | 32                                          |
| Temp. máx. media (°C)                       | 29.4                                        | 29.9                                        | 29.6                                        | 28.5                                        | 26.8                                        | 25.8                                        | 24.9                                        | 24.8                                        | 25.3                                        | 26.4                                        | 27.6                                        | 28.7                                        | 27.3                                        |
| Temp. media (°C)                            | 26.4                                        | 26.8                                        | 26.6                                        | 25.3                                        | 23.6                                        | 22.7                                        | 21.5                                        | 21.5                                        | 22.0                                        | 23.1                                        | 24.4                                        | 25.6                                        | 24.1                                        |
| Temp. mín. media (°C)                       | 23.4                                        | 23.7                                        | 23.6                                        | 22.1                                        | 20.3                                        | 19.5                                        | 18.1                                        | 18.2                                        | 18.6                                        | 19.7                                        | 21.1                                        | 22.5                                        | 20.9                                        |
| Temp. mín. abs. (°C)                        | 16                                          | 17                                          | 15                                          | 15                                          | 13                                          | 11                                          | 10                                          | 11                                          | 11                                          | 12                                          | 13                                          | 16                                          | 10                                          |
| Lluvias (mm)                                | 174                                         | 210                                         | 206                                         | 165                                         | 111                                         | 95                                          | 95                                          | 117                                         | 122                                         | 128                                         | 123                                         | 175                                         | 1721                                        |
| Días de lluvias (≥ 1 mm)                    | 17                                          | 19                                          | 19                                          | 17                                          | 15                                          | 14                                          | 15                                          | 13                                          | 13                                          | 11                                          | 12                                          | 15                                          | 180                                         |
| Humedad relativa (%)                        | 77                                          | 78                                          | 79                                          | 76                                          | 78                                          | 77                                          | 75                                          | 75                                          | 74                                          | 74                                          | 73                                          | 75                                          | 76                                          |
| Fuente: Weatherbase                         |                                             |                                             |                                             |                                             |                                             |                                             |                                             |                                             |                                             |                                             |                                             |                                             |                                             |

## Población
En 2006 contaba con 23.658 habitantes, y una población de unos 24.000 habitantes en 2010, esto supone algo más de un tercio de la población de la isla principal de Tongatapu y algo menos de un cuarto de la población total de Tonga. La aglomeración Nukuʻalofa tenía una población de 34.311 habitantes en 2006, unos 35.200 habitantes en 2016, por lo que algo menos de la mitad de los habitantes de Tongatapu, o un tercio de la población del estado de Tonga. El último censo de Tonga de 2011 ya no muestra las cifras individuales de la capital.

## Gobierno
Hay funcionarios de distrito (Ofisa vahe) y oficiales de la ciudad (Ofisa kolo), como en todos los pueblos de Tonga. Su tarea principal es dar a conocer las órdenes del gobierno al pueblo. Las vacantes para puestos de oficial de la ciudad se anuncian en los periódicos locales. Servicios tales como la policía, los bomberos y los hospitales están organizados por el gobierno nacional.
El gobierno nacional tiene su sede en Nukualofa. La Asamblea Legislativa se reúne allí y el Palacio Real se encuentra cerca de la ciudad. Además, en Nukualofa se localizan las embajadas de países extranjeros.

Mapa de la Isla de Tongatapu, la isla principal de Tonga, dividida en distritos.

## Transporte

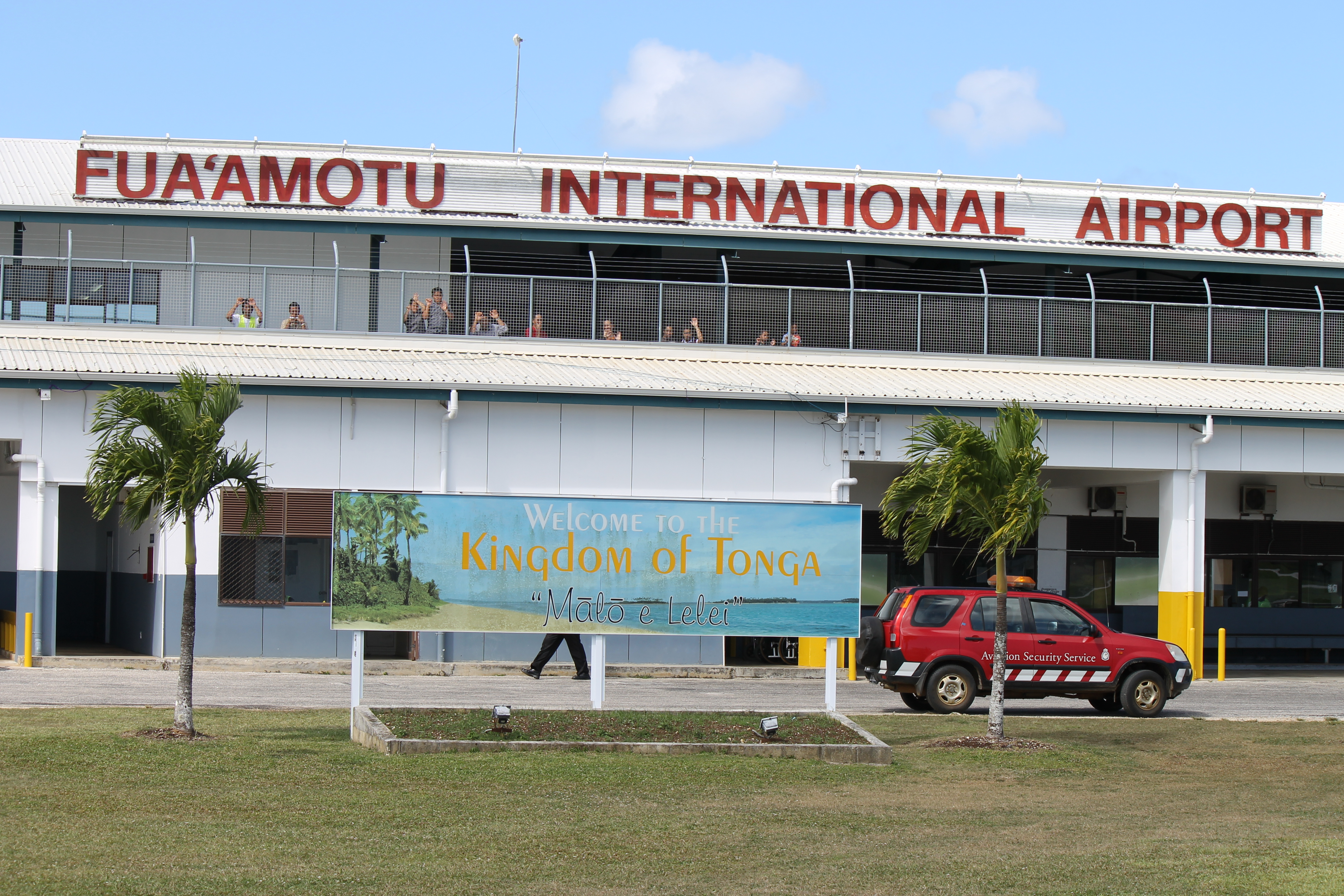
Fachada del Aeropuerto Internacional Fua'amotu

Los autobuses llegan y salen de la estación central de autobuses junto a la carretera Vuna, cerca del centro de la ciudad. Los servicios de autobús son privadas, y sus conductores son libres de establecer sus propios horarios. Las tarifas son fijadas por el gobierno, con tarifas reducidas para niños en edad escolar. Los autobuses se llenan generalmente de la capacidad. Además, algunas escuelas y grandes hoteles ofrecen sus propios autobuses.
Hay numerosos taxis, también de propiedad privada. Muchas personas que poseen un coche ganan dinero extra por la prestación de servicios de taxis en su tiempo libre. Las tarifas de taxi también son fijados por el gobierno. La mayoría de las familias tienen su propio coche, pocos residentes van en bicicleta. No hay ferrocarriles o tranvías operativos en Tonga, aunque hubo una vez un ferrocarril de vía estrecha desde la laguna hasta el muelle, que dio su nombre a la Railway Road. 
El Aeropuerto Internacional Fua'amotu al sur de Tongatapu, está a 35 kilómetros al sur de Nukualofa. Es la principal terminal aérea del país, atiende vuelos nacionales, así como internacionales, el país tiene conectividad con Australia, Nueva Zelanda, Fiyi, Samoa y Samoa Americana.

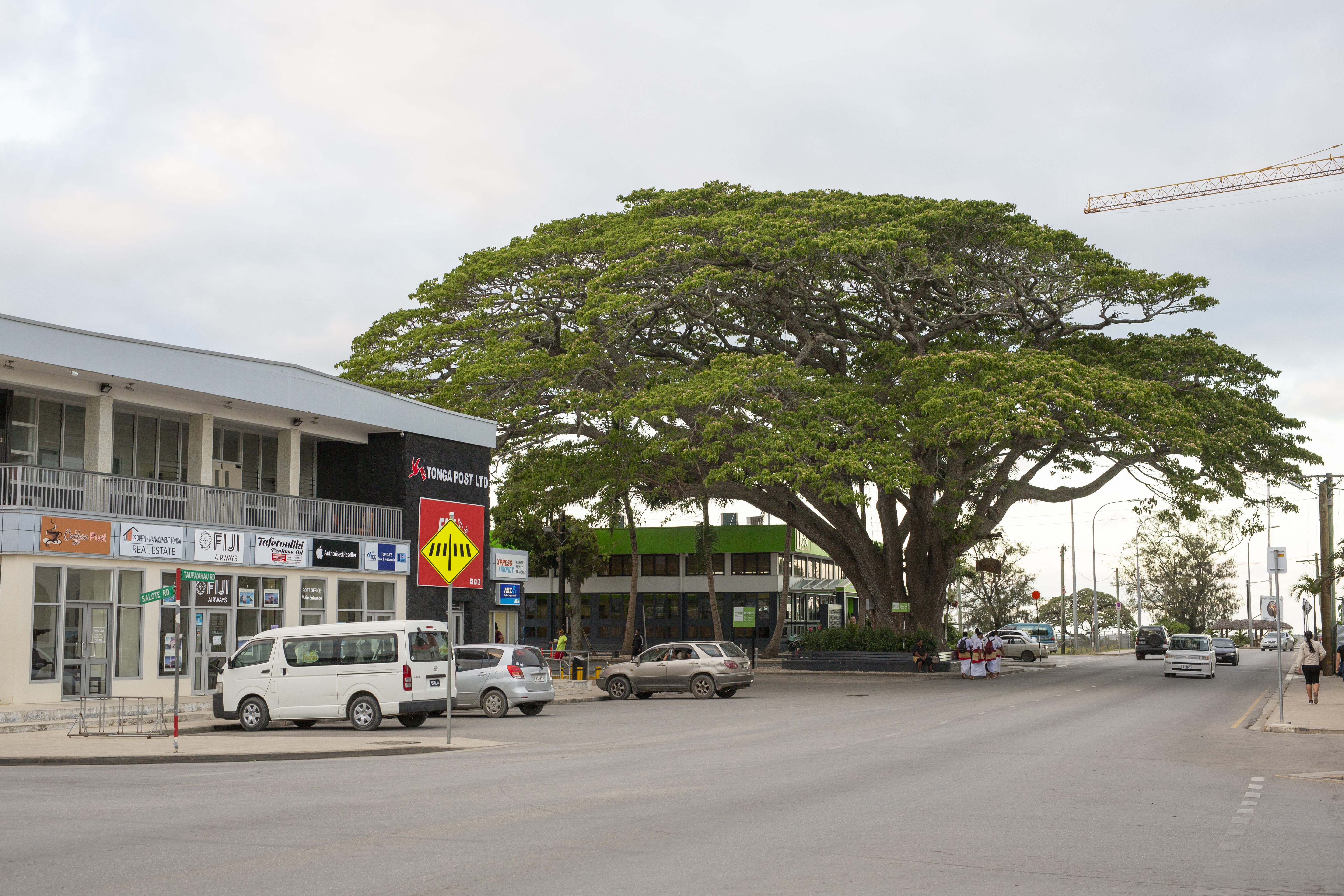
Centro de Nukualofa.

## Economía

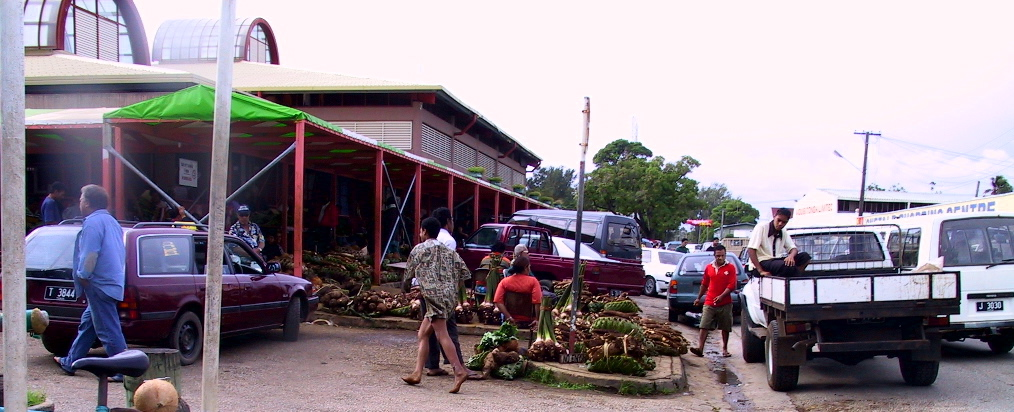
Mercado céntrico.

Nukualofa es el centro económico del país. 
Peau Vava'u, una línea aérea, tenía su domicilio social en el Royale Hotel Pacific en Nukualofa. La antigua línea aérea Royal Tongan Airlines que tenía su sede en el edificio de Royco en Nukualofa. La ciudad cuenta con mercados y un distrito central de negocios. Gran parte del distrito central de negocios fue destruida durante los disturbios en 2006. Actualmente la aerolínea Real Tonga es la línea aérea de bandera tongana.

## Creación de una isla en 2015
En enero de 2015, se informó de la creación de una nueva isla de aproximadamente 1 km (0,6 mi) de diámetro por una erupción volcánica del Hunga Tonga-Hunga Ha'apai. La isla recién formada está situada a unos 65 kilómetros al noroeste de la capital.

## Ciudades hermanadas
- Whitby, Reino Unido[10]